# Christoph Möhrlen

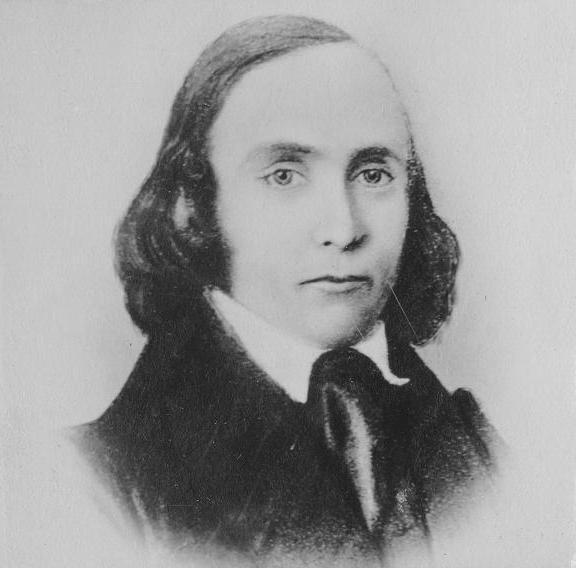
Christoph Möhrlen

Christoph Möhrlen (* 20. Januar 1800 in Baiersbronn (Württemberg); † 28. Februar 1871 in Daillens (Kanton Waadt) Pseudonym: Christoph Irenius) war ein in die Westschweiz ausgewanderter Lehrer, Pfarrer und Autor, besonders von Kinder- und Jugendbüchern.

## Leben

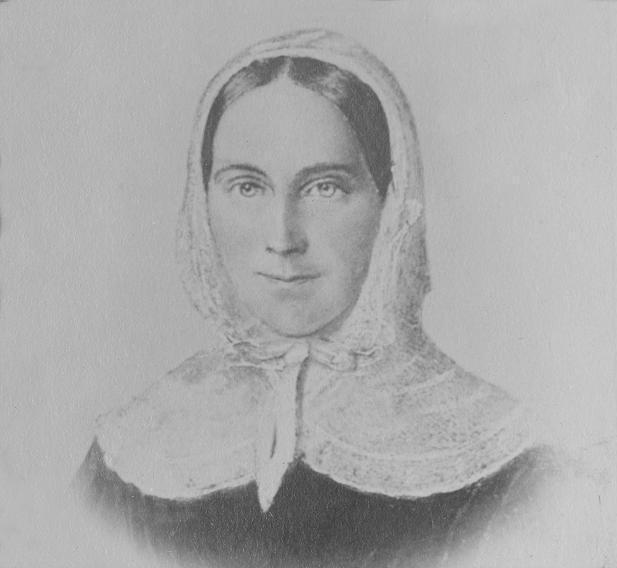
Rosine Friedenauer, Möhrlens Ehepartnerin

Möhrlen war Lehrer am Seminar in Schiers sowie an der Armenanstalt Calame in Le Locle Möhrlen war auch „eine Zeitlang Lehrer und Erzieher an der kurzlebigen „Griechenanstalt“ in Beuggen, die 1827 auf Initiative Spittlers gegründet wurde, um Griechenknaben, die aus türkischer Sklaverei losgekauft wurden, christlich zu erziehen“. Danach wurde er Pfarrer in Payerne (Peterlingen, Kanton Waadt), wo er Gründer und Leiter einer Knabenerziehungsanstalt wurde, zuletzt war er als Pfarrer in Daillens (Waadt) tätig, wo er auch starb.
Neben einigen pädagogischen Werken und Übersetzungen veröffentlichte er 1839 unter dem Pseudonym Christoph Irenius das autobiographische Buch Eine wahrhafte Geschichte, worin sein er auch seinen Geburtsort Baiersbronn mit dem Namen „Baierquell“ maskierte.
Möhrlen war mit Rosine Friedenauer (1800–1879) verheiratet und hatte mit ihr acht Kinder, darunter Ernestine, die Ehepartnerin von Otto Sutermeister.
Sein Urenkel Hans Martin Sutermeister entlieh seinen Familiennamen („Moehrlen“) für das Pseudonym „Hans Moehrlen“, unter welchem Sutermeister 1942 seine eigene autobiografische Novelle Zwischen zwei Welten 1942 veröffentlichte.